# Agrellit
Agrellit (IMA-Symbol Are) ist ein sehr selten vorkommendes Mineral aus der Mineralklasse der „Silikate und Germanate“ mit der chemischen Zusammensetzung NaCa2[F|Si4O10] und damit chemisch gesehen ein Natrium-Calcium-Silikat mit zusätzlichen Fluorionen. Strukturell gehört Agrellit zu den Kettensilikateen.
Agrellit kristallisiert im triklinen Kristallsystem und entwickelt meist langprismatische Kristalle bis etwa 10 cm Länge, kommt aber auch in Form tafeliger Mineral-Aggregate vor.
In reiner Form wäre Agrellit farblos und durchsichtig. Meist ist er jedoch durch vielfache Lichtbrechung aufgrund von Gitterfehlern oder polykristalliner Ausbildung durchscheinend weiß oder nimmt durch Fremdbeimengungen eine grauweiße bis grünliche Farbe an.

## Etymologie und Geschichte
Erstmals entdeckt wurde Agrellit in Mineralproben aus dem Kipawa-Komplex am Lac Sheffield nahe dem Villedieu Township in der kanadischen Gemeinde Témiscamingue (Québec). Die Analyse und Erstbeschreibung erfolgte durch J. Gittins, M. G. Brown und B. D. Sturman, die das Mineral nach dem englischen Mineralogen Dr. Stuart Olof Agrell (1913–1996) benannten. Gittins, Brown und Sturman sandten ihre Untersuchungsergebnisse und den gewählten Namen 1973 zur Prüfung an die International Mineralogical Association (interne Eingangsnummer der IMA: 1973-032), die den Agrellit als eigenständige Mineralart anerkannte. Die Publikation der Erstbeschreibung folgte drei Jahre später im englischsprachigen Fachmagazin The Canadian Mineralogist.
Das Typmaterial des Minerals wird im Natural History Museum (NHM) in London (UK) unter der Sammlungsnummer BM 1979,431, im National Museum of Natural History (NMNH) in Washington, D.C. (USA) unter der Sammlungsnummer 127007 und im Royal Ontario Museum (ROM) in Toronto (Kanada) unter der Sammlungsnummer M34496 aufbewahrt.

## Klassifikation
In der veralteten 8. Auflage der Mineralsystematik nach Strunz ist Agrellit noch nicht verzeichnet.
In der zuletzt 2018 überarbeiteten Lapis-Systematik nach Stefan Weiß, die formal auf der alten Systematik von Karl Hugo Strunz in der 8. Auflage basiert, erhielt das Mineral die System- und Mineralnummer VIII/H.15-10. Dies entspricht der Klasse der „Silikate“ und dort der Abteilung „Schichtsilikate“, wo Agrellit zusammen mit Glagolevit, Kryptophyllit (auch Cryptophyllit) und Shlykovit eine unbenannte Gruppe mit der Systemnummer VIII/H.15 bildet.
Die von der IMA zuletzt 2009 aktualisierte 9. Auflage der Strunz’schen Mineralsystematik ordnet den Agrellit in die erweiterte Klasse der „Silikate und Germanate“ und dort in die Abteilung der „Ketten- und Bandsilikate (Inosilikate)“ ein. Diese ist weiter unterteilt nach der Struktur der Ketten bzw. Bänder, so dass das Mineral entsprechend seinem Aufbau in der Unterabteilung „Ketten- und Bandsilikate mit 4-periodischen Einfachketten, Si4O12“ zu finden ist, wo es als einziges Mitglied eine unbenannte Gruppe mit der Systemnummer 9.DH.75 bildet.
In der vorwiegend im englischen Sprachraum gebräuchlichen Systematik der Minerale nach Dana hat Agrellit die System- und Mineralnummer 70.01.01.04. Dies entspricht der Klasse der „Silikate“ und dort der Abteilung „Kettensilikate: Säulen- oder Röhren-Strukturen“, wo das Mineral zusammen mit Fenaksit, Litidionit und Manaksit in einer unbenannten Gruppe mit der Systemnummer 70.01.01 innerhalb der Unterabteilung „Kettensilikate: Säulen- oder Röhren-Strukturen mit säulenartigen Silikateinheiten“ zu finden ist.

## Chemismus
In der idealen, stoffreinen Zusammensetzung von Agrellit (NaCa2Si4O10F) besteht das Mineral im Verhältnis aus je einem Teil Natrium (Na), 2 Teilen Calcium(Ca), 4 Teilen Silicium (Si), 10 Teilen Sauerstoff (O) und einem Teil Fluor (F) pro Elementarzelle. Dies entspricht einem Massenanteil (Gewichtsprozent) von 5,83 Gew.-% Na, 20,32 Gew.-% Ca, 28,48 Gew.-% Si, 40,56 Gew.-% O und 4,82 Gew.-% F oder in der Oxidform 7,86 Gew.-% Natriumoxid Na2O, 28,43 Gew.-% Calciumoxid (CaO), 60,93 Gew.-% Siliciumdioxid (SiO2) und 2,79 Gew.-% F (4,82–2,03 Gew.-% → −O = F2).
Die nasschemische sowie die Spektro- und Flammenphotometrische Analyse am Typmaterial der natürlichen Mineralbildung aus Kanada ergab dagegen leichte Abweichungen der Hauptkomponenten von 7,90 Gew.-% Na2O, 25,70 Gew.-% CaO, 57,79 Gew.-% SiO2 und 2,58 Gew.-% F (4,45−1,873 Gew.-% → −O = F2) sowie Fremdbeimengungen von 0,01 Gew.-% Titan(IV)-oxid (TiO2, 0,18 Gew.-% Zirconium(IV)-oxid (ZrO2), 1,32 Gew.-% Aluminiumoxid (Al2O3), 2,57 Gew.-% Metalle der Seltenen Erden (RE bzw. REE), 0,11 Gew.-% Eisen(III)-oxid Fe2O3), 0,25 Gew.-% Mangan(II)-oxid (MnO), 0,02 Gew.-% Magnesiumoxid (MgO), 0,16 Gew.-% Strontiumoxid (SrO), 0,06 Gew.-% Bariumoxid (BaO), 0,22 Gew.-% Kaliumoxid (K2O) und 0,4 Gew.-% H2O+.
Aus den Messwerten ergibt sich die errechnete chemische Formel (Na4,06K0,07)(Ca7,30REE0,47)(Mn,Fe,Sr,Ba,Mg,Zr)0,14(Si15,61Al0,03)O39,70(F3,73OH0,71) oder vereinfacht (Na,K)1,03(Ca,REE usw.)1,94Si3,91O9,93(F,OH)1,11, die zur eingangs genannten Formel idealisiert wurde.

## Kristallstruktur
Agrellit kristallisiert triklin in der Raumgruppe P1 (Raumgruppen-Nr. 2) mit den Gitterparametern a = 7,76 Å; b = 18,95 Å; c = 6,99 Å; α = 89,9°; β = 116,6° und γ = 94,3° sowie vier Formeleinheiten pro Elementarzelle.

## Eigenschaften

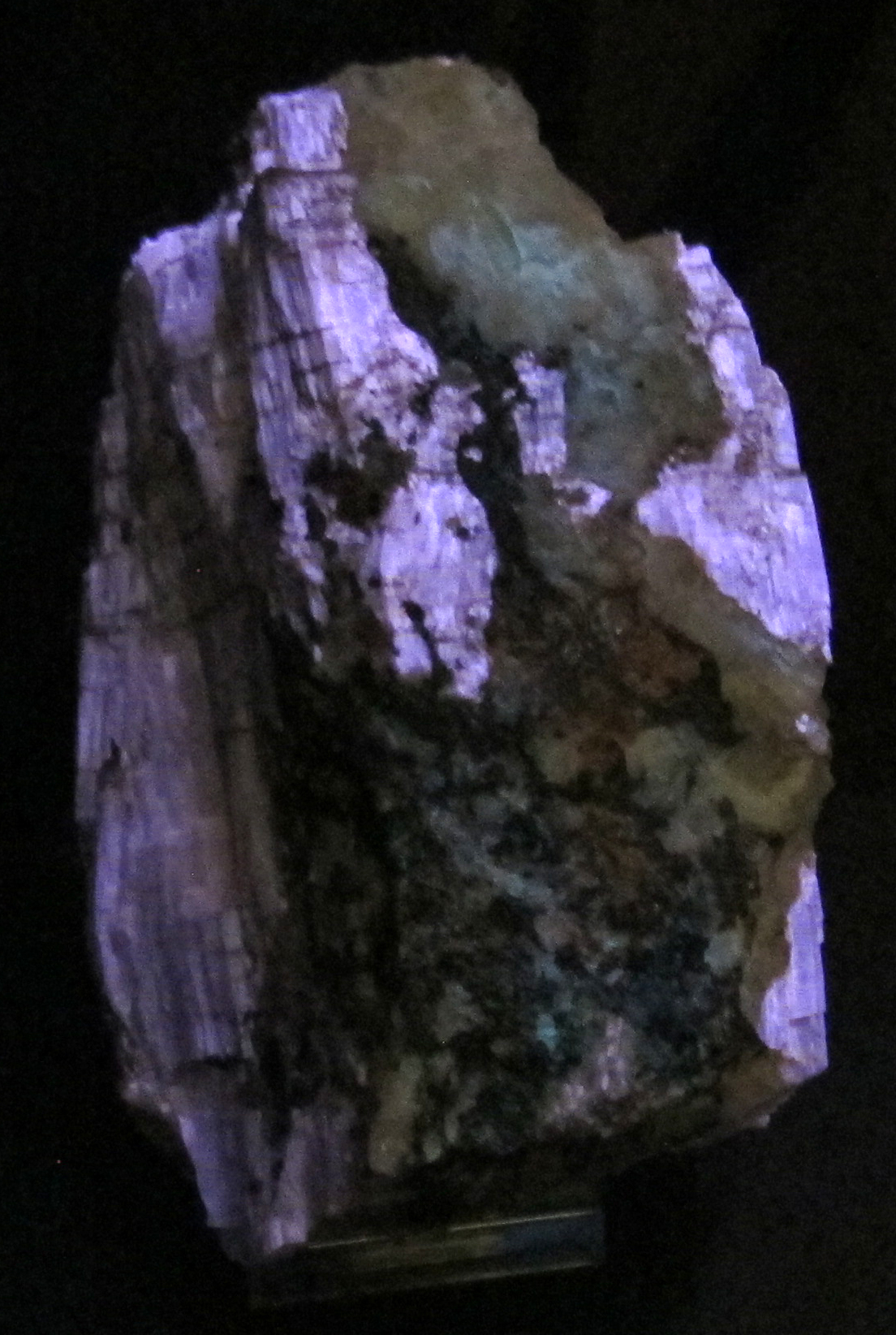
Fluoreszierender Agrellit, ausgestellt im Museo di Storia Naturale (Naturhistorisches Museum) in Florenz

Agrellit zeigt unter langwelligem UV-Licht eine hellrosa und unter kurzwelligem UV-Licht eine matt rosa Fluoreszenz.

## Bildung und Fundorte
An seiner Typlokalität im Kipawa-Komplex bildete sich Agrellit in einem regional metamorphisierten, agpaischen Gesteinskomplex (pegmatitischer peralkalischer Nephelinsyenit). Als Begleitminerale traten hier unter anderem Biotit, Britholith, Calcit, Fluorit, Galenit, Gittinsit, Hiortdahlit, Klinohumit, Miserit, Mosandrit, Norbergit, Phlogopit, Vlasovit und Zirkon auf. In einem alkalischen Pluton auf dem Wausau-Plateau im Marathon County des US-Bundesstaates Wisconsin traten unter anderem noch Aegirin, Eudialyt und Quarz hinzu.
Des Weiteren konnte das Mineral bisher nur noch im alkalischen Saima-Komplex (auch Saima-Alkali-Störung) bei Fengcheng in der nordostchinesischen Provinz Liaoning, im Murun-Massiv des Aldanhochlandes (Ostsibirien) und in den Chibinen auf der Halbinsel Kola in Russland sowie am Dara-i-Pioz-Gletscher im Alaigebirge von Tadschikistan entdeckt werden (Stand 2025).